# Brasões da Sala de Sintra

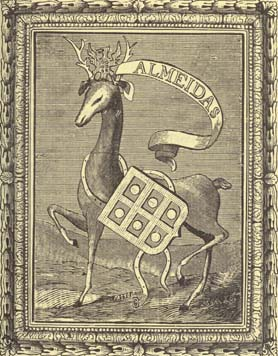
Gravura das armas dos Almeidas, do livro Brasões da Sala de Sintra.

Os Brasões da Sala de Sintra são a obra  maior de investigação de Anselmo Braamcamp Freire, tratando da Sala dos Brasões do Paço de Sintra. O seu autor foi tido em lugar de excepção, de primeira fila, na legião dos que, depois de Herculano, adiantaram as investigações históricas em Portugal. 
Esta obra marca também o início, em Portugal, do estudo da Genealogia como uma ciência auxiliar da História, pois até essa data ela mantivera-se num estado de panegírica, e de pouca ou nenhuma aplicação dos métodos científicos de investigação.   
A 2.ª edição da obra, consideravelmente enriquecida de novos elementos, foi preparada por Anselmo Braamcamp já quando a sua saúde se encontrava muito abalada e enfraquecida. Escreve ele a 17 de dezembro de 1921: "Fica-me uma grande saudade de não poder terminar esta segunda edição dos Brasões. Mas Deus assim o quis! São inúmeros os apontamentos de novos documentos para ilustração da obra. O leitor bem o alcança comparando o que ficou escrito na primeira edição e o desenvolvimento dado à matéria na segunda edição".
Anselmo Braamcamp morreria a 23 desse mês de dezembro, na sua casa da Rua do Salitre, sem conseguir preparar o 3.º volume da sua 2.ª edição. Encarregou-se dessa tarefa Pedro Azevedo, do Arquivo da Torre do Tombo, que morre também, de modo repentino e inesperado, quando apenas lhe faltavam rever as páginas 409 a 435 da obra. Seria finalmente Laranjo Coelho a terminar o trabalho de revisão.